# Colne Valley
Colne Valley är en unparished area i distriktet Kirklees i grevskapet West Yorkshire i England. Det inkluderar Clough Head, Golcar, Hill Top, Holt Head, Leymoor, Lingards Wood, Linthwaite, Marsden, Netherley, Pole Moor, Scapegoat Hill, Slaithwaite, Town End, Wellhouse och Wilberlee. Unparished area hade 22 765 invånare år 2001. Fram till 1974 var det ett separat distrikt.